# Angioma
L'angioma è un tumore benigno formato da cellule derivate dall'endotelio o dall'epitelio del sistema circolatorio linfatico o da cellule dei tessuti che circondano tali strutture.

## Descrizione
La definizione medica comune è "neoplasia benigna di origine mesodermica", ma popolarmente l'angioma è associato alle classiche "voglie" (di vino o di fragola) che compaiono sulla cute dei neonati e che talvolta perdurano fino all'età adulta.

## Localizzazione
Essi generalmente appaiono in corrispondenza o vicino alla superficie dell'epidermide e ovunque sul corpo e possono essere considerati fastidiosi a seconda della loro posizione. Tuttavia, possono verificarsi come sintomi di un disturbo più grave, come la cirrosi. Generalmente quando vengono rimossi lo si fa per ragioni estetiche.

## Classificazione
In base al tessuto d'origine e alle caratteristiche istologiche, si possono distinguere:
- Emangioma

1. Emangioma capillare (senile, infantile)
2. Emangioma cavernoso
3. Granuloma piogenico

- Linfangioma

1. Linfangioma capillare (semplice)
2. Linfangioma cavernoso (cistico)

- Tumori glomici
- Ectasie vascolari

1. Nevo vinoso
2. Teleangectasie (tra cui la teleangectasia emorragica ereditaria) e spider naevi

- Proliferazioni vascolari reattive

1. Angiomatosi bacillare